# Стереотипи о плавушама
Стереотипи о плавушама су стереотипи о особама са плавом косом. Подтипови овог стереотипа укључују „плавушу бомбу” и „глупу плавушу”. Плавуше су историјски приказиване као физички привлачне, иако се често доживљавају као мање интелигентне у поређењу са бринетама. Постоје многи вицеви о плавушама засновани на овим премисама. Међутим, истраживања су показала да плавокосе жене нису мање интелигентне од жена са другом бојом косе.
„Плавуша бомба” је један од најистакнутијих и најпопуларнијих женских ликова у филму. Многе познате личности из шоу-бизниса искористиле су овај стереотип у своју корист, укључујући Џин Харлоу, Марлен Дитрих, Мерилин Монро, Џејн Менсфилд, Брижит Бардо и Мејми ван Дорен.

## Позадина
Постоји неколико аспеката стереотипне перцепције плавокосих жена.
У савременој популарној култури често се стереотипно сматра да мушкарци сматрају плавокосе жене физички привлачнијим од жена са другом бојом косе. На пример, Анита Лус је популаризовала ову идеју у свом роману из 1925. године Мушкарци више воле плавуше. Често се претпоставља да се плавуше боље забављају; на пример, у реклами компаније Клерол за боју за косу, користи се фраза „Да ли је истина да се плавуше боље забављају?”. Неке жене су изјавиле да осећају да други људи очекују од њих да буду забавније након што посветле косу. У већем делу Америка, стереотип о плавуши се повезује са мањом озбиљношћу или интелигенцијом. Међутим, анализа података о IQ-у коју су спровеле Националне лонгитудиналне студије на узорку америчких „бејби-бумера” (NLSY79 подаци) показала је да природно плавокосе жене у овој категорији становништва (искључујући Афроамериканке и Хиспаноамериканке) имају благо виши просечни IQ од бринета, црнокосих и црвенокосих жена.
С друге стране, плавокоса жена се често доживљава као неко ко се мало користи интелигенцијом и као „жена која се ослања на свој изглед, а не на интелигенцију”. Истовремено, људи имају тенденцију да претпостављају да су плавуше мање озбиљне и интелигентне од бринета, што се огледа у „вицевима о плавушама”. Корен ове представе може се пратити до Европе, где је „глупа плавуша” о којој је реч била француска куртизана по имену Розали Дите, исмејана у представи Les Curiosités de la Foire из 1775. године због навике да дуго застајкује пре него што проговори, делујући не само глупо већ и дословно немо (у значењу без гласа). Овај други стереотип „глупе плавуше” користи се у вицевима о плавушама. У Бразилу, ово се проширује на омаловажавање плавокосих жена, што се огледа у сексистичким вицевима, као сексуално разузданих.
Алфред Хичкок је преферирао да ангажује плавокосе жене за главне улоге у својим филмовима јер је веровао да ће их публика најмање сумњичити, поредећи их са „невиним снегом на којем се виде крвави трагови”, одакле потиче термин „Хичкокова плавуша”. Овај стереотип је постао толико укорењен да је изнедрио контра-наративе, као што је у филму Правна плавуша из 2001. године, у којем Рис Видерспун успева на Правни факултет на Харварду упркос предрасудама према њеној лепоти и плавој коси, као и термине попут „cookie-cutter blonde” (CCB), што подразумева стандардизован изглед плавуша и стандардне перципиране друштвене и интелигенцијске карактеристике. Многи глумци и глумице у Латинској Америци и хиспаноамеричкој заједници у Сједињеним Државама имају плаву косу и плаве очи и/или бледу кожу, као што су Кристина Агилера и Шакира.

## Типологија
Анет Кун дели стереотипе о плавушама у филму у три категорије у The Women's Companion to International Film:
- „Ледена плавуша”: Кунова ју је дефинисала као „плавушу која скрива ватру испод хладне спољашњости”. Као пример је навела Грејс Кели. Енглеска глумица Мадлен Керол је зачела ову улогу у филму Алфреда Хичкока 39 степеника (1935), а Кели је била међу онима које су је следиле.[14]
- „Плавуша бомба”: Кунова ју је дефинисала као „плавушу са експлозивном сексуалношћу која је доступна мушкарцима по одређеној цени”. Као примере је навела Брижит Бардо, Лана Тарнер, Џин Харлоу, Џоун Блондел, Меј Вест, Барбара Иден, Мерилин Монро и Дајана Дорс.
- „Глупа плавуша”: Кунова ју је дефинисала као „плавушу са отвореном и природном сексуалношћу и дубоком манифестацијом незнања”. Као примере је навела Џејн Менсфилд, Марион Дејвис, Алис Вајт, Мари Вилсон и Мејми ван Дорен.

У когнитивној лингвистици, стереотип користи изражајност речи како би утицао на емоционални одговор који одређује родну улогу одређене врсте. У феминистичкој критици, стереотипи попут „плавуше бомбе” или „глупе плавуше” сматрају се негативним сликама које подривају моћ жена.
Плавуша бомба је родни стереотип који означава веома физички привлачну жену са плавом косом. Преглед таблоида на енглеском језику из Уједињеног Краљевства показао је да је ово понављајући стереотип о плавушама, заједно са „плавушом великих груди” и „плавом мачком”.
Џин Харлоу је започела овај стереотип својим филмом Bombshell из 1933. године. Након ње, Мерилин Монро, Џејн Менсфилд и Мејми ван Дорен помогле су у успостављању стереотипа који се одликује комбинацијом облина, веома светле косе и перципираног недостатка интелигенције. Током 1950-их, „плавуша бомба” почела је да замењује фам фатал као главни медијски стереотип. Марџори Розен, историчарка жена у филму, каже о две највеће плавуше бомбе тог времена: „Меј Вест, испаљујући вербалне салве са заповедничком самоувереношћу, и Џин Харлоу, која је своју физичку привлачност нудила масама, трансформисале су идеју пасивне женске сексуалности у агресивну чињеницу”.
Појам „глупе плавуше” био је тема академских истраживања објављених у научним чланцима и на универзитетским симпозијумима, који углавном потврђују да многи људи верују да су светлокoсе жене мање интелигентне од жена са тамном косом. Верује се да је прва забележена „глупа плавуша” била француска куртизана из 18. века по имену Розали Дите, чија је репутација лепе и глупе жене, чак и у дословном смислу да није много говорила, инспирисала представу о њој под називом Les Curiosités de la Foire (Париз 1775).
Иако не постоје докази који сугеришу да су плавуше мање интелигентне од других људи, раније се сугерисало да статус плавуше ствара могућности које не захтевају улагање у образовање и обуку. Могуће раније хипотетичко објашњење је да физички привлачне жене имају мање хитне подстицаје да култивишу и покажу свој интелект како би осигурале своју будућност, будући да је физичка привлачност предност, или корелативно, да интелигентне жене имају мање хитне подстицаје да фарбају косу у претпостављено атрактивну боју. Наводна валидност овог објашњења је чисто хипотетичка и раније је поткрепљена његовом применљивошћу на сличну распрострањеност стереотипа о „глупим спортистима”. Истовремено, новији подаци су показали да природне плавуше имају највиши IQ међу белим женама, што су научници већ објаснили као могући већи подстицај за интелектуалну активност у месту где је плавуша одрасла, што директно побија ранију сугестију да плавуше имају мање интелектуалних подстицаја. Стереотип о глупој плавуши (и повезана когнитивна пристрасност) може имати неке негативне последице и може оштетити изгледе за каријеру плавокосе особе.
Мушкарци више воле плавуше (1925) Аните Лус настао је као комични роман и истражује привлачност плавокосих жена. Изнедрио је мјузикл на Бродвеју, и два филма објављена 1928. и 1953. Encyclopedia of Hair описује плаву улогу Мерилин Монро у другом филму као улогу „крхке жене која се ослањала на свој изглед, а не на интелигенцију — оно што неки људи називају 'глупом плавушом'”. Истовремено, у филму она показује одређену дозу довитљивости у вези са својим животним ставом израженим у песми „Дијаманти су девојчин најбољи пријатељ”. Мадона је имитирала ту филмску персону Монроове у свом споту Material Girl.
Многе плавокосе глумице играле су стереотипне „глупе плавуше”, укључујући Монроову (фарбана плавуша), Џуди Холидеј, Џејн Менсфилд (фарбана плавуша), Керол Вејн и Голди Хон. Голди Хон је најпознатија као кикоћућа „глупа плавуша”, која се саплиће о своје реплике, посебно када је најављивала „Вести из будућности” у емисији Rowan & Martin's Laugh-In. У америчком ситкому Three's Company плавокоса девојка (првобитно Криси, коју је глумила Сузан Сомерс, а касније Синди и Тери) је слатка и наивна, док је бринета (Џенет, коју је глумила Џојс Девит) паметна.

## Вицеви о плавушама
Постоји категорија вицева под називом „вицеви о плавушама” која користи стереотип о глупој плавуши. Понекад се преклапа са другим вицевима који субјекат вица приказују као промискуитетан и/или глуп. Неки вицеви о плавушама oslanjaju se на сексуални хумор како би своје субјекте приказали или стереотипизирали као промискуитетне. Многи од ових су преформулисани вицеви о девојкама из сестринстава или Есекс девојкама, слично као што су други вицеви о глупим плавушама засновани на дуговечним етничким вицевима. Многи од ових вицева су само варијанте традиционалних етничких вицева или шала о другим препознатљивим групама (као што су италијански вицеви о Карабињерима, вицеви о Сардарџију или вицеви о Патанима). Слични вицеви о стереотипизираним мањинама круже од седамнаестог века, при чему су се мењали само формулација и циљане групе.
Вицеве о плавушама неколико аутора је критиковало као сексистичке, пошто су већина плавуша у тим вицевима жене, иако постоје и мушке варијације. Заправо, вицеви о глупим плавушама су у огромној већини специфични за жене: према опсежној претрази у различитим публикацијама и на интернету, око 63% вицева о глупим плавушама усмерено је искључиво на жене (у поређењу са мање од 5% који су се директно односили на глупе плавокосе мушкарце). Истраживања показују да због тога мушкарци значајно више уживају у вицевима о плавушама него жене. Чињеница да већина ових вицева циља на увек глупе и сексуално промискуитетне жене чини их још сексистичкијим. У 20. веку појавила се класа мета-вицева о плавушама (тј. вицеви о вицевима о плавушама). У типичном заплету ове врсте, плавуша се жали на неправедност стереотипа који се пропагирају кроз вицеве о плавушама, са поентом која заправо појачава стереотип.

## Плавуше против бринета
У чланку од 16. новембра 2011. под насловом „Плавуше против бринета: ТВ емисије са љубавним троугловима у стилу Бети и Веронике”, медијска критичарка Такер Камингс навела је неколико ТВ емисија које су приказивале „класични рат између плавокосих и смеђокосих љубавних интереса”. укључујући У канцеларији (где се светлије косе Пем Бизли такмичи са бринетом Карен Филипели за пажњу Џима Халперта), Два лица правде (где се плавуша Џени Грифит такмичи са бринетом Рејчел Зејн за пажњу Мајка Роса), и Декстер (где се плавуша Рита Бенет и бринета Лајла Вест такмиче за наклоност Декстера Моргана, главног лика). Типично, написала је, „... плавуша (је) стабилна, и типизује 'девојку из комшилука', док (је) ... бринета, охола, и нешто егзотичнија.” У Арчи комиксу, Бети Купер и Вероника Лоџ су у углавном пријатељском такмичењу више од 70 година.
Бројне студије су спроведене током година како би се измерио став друштва према плавушама и бринетама. Wortham, et al. су показали да више мушкараца сматра бринете физички привлачнијим. Студија Универзитета Корнел показала је да плавокосе конобарице добијају веће напојнице од бринета, чак и када се контролишу друге варијабле као што су старост, величина груди, висина и тежина.
У интервјуу за NBC News 2012. године, Лиса Вокер, шефица катедре за социологију на Универзитету Северне Каролине, рекла је да боја косе „апсолутно” игра улогу у начину на који се људи третирају и тврдила је да су бројне студије показале да су плавокосе жене плаћене више од других жена. У студији Дајане Џ. Кајл и Хајке И. М. Малер (1996), истраживачи су тражили од испитаника да оцене фотографије исте жене са „природном” (нефарбаном) смеђом, црвеном и плавом косом у контексту пријаве за посао рачуновође. Истраживачи су открили да је плавокоса кандидаткиња оцењена као значајно мање способна од своје смеђокосе колегинице. Поред тога, учесници су одредили значајно нижу почетну плату кандидаткињи када је била приказана као плавуша него када је имала смеђу косу.
Студија која је анализирала извршне директоре 500 најбољих компанија са берзе FTSE истраживала је како боја косе може бити потенцијална препрека професионалном успеху. У другој студији Брајана Бејтса, две групе дипломаца МБА добиле су исти CV исте жене, подељен између две групе приложених фотографија — плавуше и бринете. Бринета је била више разматрана за менаџерску позицију и за вишу плату. Студија Универзитета у Вестминстеру из 2011. године процењивала је како мушкарци доживљавају жене које су улазиле у лондонски ноћни клуб као плавуше или бринете. Студија, објављена у часопису Scandinavian Journal of Psychology, користила је исту жену која је фарбала косу у различите боје за сваку посету. Резултати су показали да је, као плавуша, већа вероватноћа била да ће јој мушкарци прићи ради разговора него као бринети. Међутим, када су истраживачи интервјуисали мушкарце који су разговарали с њом, они су је оценили као интелигентнију и физички привлачнију као бринету него као плавушу.

## Контра-репрезентација
Истовремено, постоје многи примери где се стереотип искоришћава само да би се оспорио. Филм Правна плавуша са Рис Видерспун у главној улози ставио је овај стереотип у центар своје радње. Међутим, протагонисткиња се испоставља као веома интелигентна и приказано је да је постизала мање успеха због ниских очекивања друштва од ње.
Певачица Доли Партон, свесна ове повремене карактеризације, осврнула се на то у свом хиту из 1967. године „Dumb Blonde”. Текст песме је оспоравао стереотип, наводећи: „само зато што сам плавуша, немој мислити да сам глупа, јер ова глупа плавуша није ничија будала”. Партонова је изјавила да је не вређају „сви вицеви о глупим плавушама јер знам да нисам глупа. Такође, нисам ни плавуша.”
Аутор стрипа Блонди, Чик Јанг, почевши од лика „Глупе Доре”, постепено је трансформисао насловну јунакињу у паметну, вредну жену оријентисану ка породици.

## Плавокоси мушкарци
Нацистичка пропаганда је идеализовала нордијски аријевски Herrenmensch као плавокосог, плавооког, атлетског и високог. Овај стереотип је искоришћен у совјетским филмовима из Другог светског рата.